# Avery John
Avery John, né le 18 juin 1975 à Point Fortin, est un footballeur trinidadien. Il joue au poste de défenseur avec l'équipe de Trinité et Tobago.

## Carrière

### En équipe nationale
Il a eu sa première cape en juillet 1996 et a disputé trois matchs de qualification pour la coupe du monde 2006.
John participe à la coupe du monde 2006 avec l'équipe de Trinité et Tobago.

## Palmarès
- 70 sélections en équipe nationale